# 犯罪的都市
《無冠皇帝》是一部1931年的美国喜剧电影，由刘易斯·迈尔斯通导演，阿道夫·门吉欧和帕特·奥布里主演。该片由霍华德·休斯制片，改编自英文同名百老汇戏剧《The Front Page》。本电影获得3项奥斯卡奖提名，分别为最佳影片，最佳导演和最佳男主角奖。《犯罪的都市》因其在“文化、历史和审美方面的显著成就”，被美国国会图书馆列入国家电影登记部下属的国家电影保存委员会保护电影名单。